# Exochus semirufus
Exochus semirufus är en stekelart som beskrevs av Cresson 1868. Exochus semirufus ingår i släktet Exochus och familjen brokparasitsteklar. Inga underarter finns listade i Catalogue of Life.